# Malacotheria
Malacotheria is een geslacht van kevers uit de familie bladkevers (Chrysomelidae).
De wetenschappelijke naam van het geslacht werd in 1881 gepubliceerd door Léon Marc Herminie Fairmaire.

## Soorten
- Malacotheria fumerea Fairmaire, 1881
- Malacotheria lateritia Fairmaire, 1881
- Malacotheria picticollis (Fairmaire, 1883)
- Malacotheria strigiscuta Fairmaire, 1881